# Серапион Новгородски
Архиепископ Серапион († 16. марта 1516) - је био епископ Руске православне цркве; Архиепископ Великог Новгорода и Пскова (1506—1509).
Православна црква га прославља 16 (29) марта.

## Биографија
Пореклом из села Пехри (или Пехорки) у близини Москве, рођен је у породици свештеника локалне Покровске цркве. Замонашио се у Дубенском Успенском манастиру у Владимирској губернији и тамо је био настојатељ. Затим је био игуман у манастиру Успења Строминског (оба манастира су укинута у 18. веку).
Од 1493. био је игуман Тројице-Сергијевог манастира. Године 1503. супротставио се плановима секуларизације цара Ивана III .
15. јануара 1506. године, наредбом Василија III, посвећен је за епископа и постављен у Великоновгородску архиепископију.
У јулу 1509. године, на Савету за расправу са монахом Јосифом Волоцким, осуђен је, отпуштен из управе епархије и прогнан у Андроников манастир. Године 1511. пуштен је из затвора и остатак живота провео је у Тројице-Сергијевом манастиру.
Упокојио се 16. марта 1516. године, помирио се са свима и прихватио схиму.
Његове мошти су пронађене исте године 7. априла и почивају у јужној припрати Тројичког саборног храма Лавре, у Серапионској одаји, некадашњој келији Светог Сергија Радоњешког.